# Cnemolia camerunensis
Cnemolia camerunensis là một loài bọ cánh cứng trong họ Cerambycidae.